# Lijst van klavecimbelwerken van Johann Sebastian Bach
Het oeuvre van Johann Sebastian Bach is veelzijdig en omvat, uitgezonderd de opera, de belangrijkste muziekvormen en –genres van de barokmuziek. Een belangrijk deel van dat oeuvre wordt gevormd door het werk voor klavierinstrumenten: het orgel en het klavecimbel. Bach was, naast violist, een virtuoos organist en klavecinist. Een deel van zijn klavecimbelwerk heeft ook een muziekdidactische functie: de vijftien tweestemmige inventies en vijftien driestemmige sinfoniae en preludes uit Das wohltemperierte Klavier zijn opgenomen in het Clavierbüchlein vor Wilhelm Friedemann Bach.
De klavecimbelwerken vormen niet alleen een belangrijk onderdeel van Bachs oeuvre, maar ook van de klavecimbelmuziek in het bijzonder en van de westerse klassieke muziek in het algemeen.
Bach schreef onder andere de volgende werken voor klavecimbel:
- de vijftien tweestemmige Inventionen (BWV 772-786)
- de vijftien driestemmige Sinfoniën BWV 787-801)
- de vier duetten (uit de Clavier-Übung III; BWV 802-805)
- de zes zogenaamde Engelse suites (BWV 806-811)
- de zes zogenaamde Franse suites (BWV 812-817)
- Zes partita's, soms ook, analoog aan de Engelse en Franse, Duitse suites genoemd (BWV 825-830; Clavier-Übung I)
- Das wohltemperierte Klavier (deel 1, BWV 846-869 en deel 2, BWV 870-893)
- Chromatische fantasie en fuga (BWV 903)
- zeven toccata's (BWV 910-916)
- Zes kleine preludes (BWV 933 - 938)
- Concert in F ('Italiaans concert'; BWV 971, in Clavier-Übung II)
- Partita in b ('Franse ouverture'; BWV 831, in Clavier-Übung II)
- zestien concerten, bewerkingen naar diverse componisten (onder andere Antonio Vivaldi, Alessandro Marcello en Benedetto Marcello; BWV 972-987)
- de Goldbergvariaties ('Aria mit 30 Veränderungen'; Clavier-Übung deel IV; BWV 988)
- Capriccio sopra la lontananza del suo fratello dilettissimo (BWV 992)
- Die Kunst der Fuge (BWV 1080)

Daarnaast schreef hij een groot aantal suites, losse suitedelen, fantasieën, preludes, fuga's en sonates voor klavecimbel.
cantates · motetten · missen · oratoria en passies · vierstemmige koralen · liederen en aria's · orgelwerken · klavecimbelwerken · kamermuziek · orkestwerken · overige werken